# Никола (Сонковский район)
Никола — деревня в Сонковском районе Тверской области. Входит в состав Гладышевского сельского поселения.

## География
Находится в восточной части Тверской области на расстоянии приблизительно 6 км по прямой на север от районного центра поселка Сонково.

## История
Деревня была отмечена еще на карте Менде (состояние местности на 1848 год). В 1859 году здесь (тогда деревня Кашинского уезда Тверской губернии) было учтено 22 двора.

## Население
Численность населения: 113 человек (1859 год), 37 (русские 97 %) в 2002 году, 25 в 2010.